# ويلهلم يان
ويلهلم يان (بالألمانية: Wilhelm Jahn)‏ هو موزع نمساوي، ولد في 24 نوفمبر 1835 في Dvorce (Bruntál District) ‏ في التشيك، وتوفي في 21 أبريل 1900 في فيينا في النمسا.